# Juan David Mosquera
Juan David Mosquera López, noto semplicemente come Juan David Mosquera (Cali, 5 settembre 2002), è un calciatore colombiano, difensore dei Portland Timbers e della nazionale colombiana.

## Caratteristiche tecniche
È un terzino destro molto rapido, abile soprattutto in fase di spinta.

## Carriera
Nato a Cali, ha iniziato a giocare a calcio presso la squadra locale del Nilton FC, prima di trasferirsi all'età di 9 anni all'Escuela Sarmiento Lora dove ha completato la propria crescita calcistica. Nel 2019 è stato acquistato dall'Independiente Medellín che dopo una stagione nel proprio settore giovanile lo ha promosso in prima squadra. Ha debuttato fra i professionisti il 7 febbraio in occasione dell'incontro di Categoría Primera A vinto 3-1 contro i Patriotas Boyacá. Un mese più tardi è arrivato anche l'esordio in Coppa Libertadores, quando è sceso in campo dal primo minuto nell'incontro valido per la fase a gironi perso 3-0 contro il Boca Juniors.

## Statistiche
Statistiche aggiornate al 23 ottobre 2020.

### Presenze e reti nei club
| Stagione        | Squadra                | Campionato      | Campionato | Campionato | Coppe nazionali | Coppe nazionali | Coppe nazionali | Coppe continentali | Coppe continentali | Coppe continentali | Altre coppe | Altre coppe | Altre coppe | Totale | Totale | Totale |
| Stagione        | Squadra                | Comp            | Pres       | Reti       | Comp            | Pres            | Reti            | Comp               | Pres               | Reti               | Comp        | Pres        | Reti        | Pres   | Reti   |        |
| --------------- | ---------------------- | --------------- | ---------- | ---------- | --------------- | --------------- | --------------- | ------------------ | ------------------ | ------------------ | ----------- | ----------- | ----------- | ------ | ------ | ------ |
| 2020            | Independiente Medellín | A               | 8          | 0          | CC              | 0               | 0               | CL                 | 3                  | 0                  |             | -           | -           | 11     | 0      |        |
| Totale carriera | Totale carriera        | Totale carriera | 8          | 0          |                 | 0               | 0               |                    | 3                  | 0                  |             | -           | -           | 11     | 0      |        |

### Cronologia presenze e reti in nazionale
| Cronologia completa delle presenze e delle reti in nazionale ― Colombia | Cronologia completa delle presenze e delle reti in nazionale ― Colombia | Cronologia completa delle presenze e delle reti in nazionale ― Colombia | Cronologia completa delle presenze e delle reti in nazionale ― Colombia | Cronologia completa delle presenze e delle reti in nazionale ― Colombia | Cronologia completa delle presenze e delle reti in nazionale ― Colombia | Cronologia completa delle presenze e delle reti in nazionale ― Colombia | Cronologia completa delle presenze e delle reti in nazionale ― Colombia |
| Data                                                                    | Città                                                                   | In casa                                                                 | Risultato                                                               | Ospiti                                                                  | Competizione                                                            | Reti                                                                    | Note                                                                    |
| ----------------------------------------------------------------------- | ----------------------------------------------------------------------- | ----------------------------------------------------------------------- | ----------------------------------------------------------------------- | ----------------------------------------------------------------------- | ----------------------------------------------------------------------- | ----------------------------------------------------------------------- | ----------------------------------------------------------------------- |
| 29-1-2023                                                               | Carson                                                                  | Stati Uniti                                                             | 0 – 0                                                                   | Colombia                                                                | Amichevole                                                              | -                                                                       |                                                                         |
| 11-12-2023                                                              | Fort Lauderdale                                                         | Colombia                                                                | 1 – 0                                                                   | Venezuela                                                               | Amichevole                                                              | -                                                                       | 46’                                                                     |
| 16-12-2023                                                              | Los Angeles                                                             | Messico                                                                 | 2 – 3                                                                   | Colombia                                                                | Amichevole                                                              | -                                                                       |                                                                         |
| Totale                                                                  |                                                                         | Presenze                                                                | 3                                                                       |                                                                         | Reti                                                                    | 0                                                                       |                                                                         |